# Csepecz János
Csepecz János (Esztergom, 1951 március 27. –) labdarúgó, kapus, kapusedző, a Dorogi FC Örökös Tagja.

## Pályafutása

### Játékosként
A Tatabányai Bányász csapatában mutatkozott az élvonalban 1971. november 7-én a Diósgyőri VTK ellen, ahol csapata 4–1-re győzött. 1971 és 1981 között 155 bajnoki mérkőzésen védett tatabányai színekben. Tagja volt az 1980–81-es idényben bajnoki ezüstérmet szerzett csapatnak.
Az 1981–82-es idényben a Vasas játékosa volt. 1982 és 1984 között a Nyíregyházi VSSC csapatában játszott. Utolsó mérkőzésen a Pécsi MSC ellen 0–0-s döntetlen játszott csapata.
1984-ben az NB III-ban szereplő Dorogi Bányászhoz igazolt, ahol néhány reményteljes évadot követően 1988-ban feljutottak az NB II-be. A másodosztályban a középmezőnyt erősítették. Teljesítménye pályafutása végéig egyenletes jó és megbízható volt. 1991-ben vonult vissza az aktív játékból. A későbbiekben a Dorogi öregfiúk csapatának lett állandó tagja. Alkalomadtán még ma is kapuba áll egy-egy öregfiúk meccsen. Dorogon telepedett le és jelenleg is ott él.

### Edzőként
Az aktív éveket követően a dorogi klub kapusedzője volt 2010-ig.

### Pályagondnokként
A kapusedzői teendők mellett pályagondnoki feladatokat is ellátott, amelyet az egykori kapuslegendával, Ilku Istvánnal végzett hosszú éveken át. Ilku nyugdíjba vonulását követően ő lett a főgondnok és pályakarbantartó egészen a 2010-ben történő nyugdíjazásáig. Ezen felül évekig volt a Dorog hazai mérkőzésein stúdiós, hangosító és bemondó.

## Sikerei, díjai

### Tatabánya
- Magyar bajnokság
  - 2.: 1980–81
- Magyar kupa (MNK)
  - döntős: 1972
- Közép-európai kupa (KK)
  - győztes: 1973, 1974

### Dorog
- Bajnoki ezüstérmes (NB III - 1987-1988)
- Kétszeres bajnoki bronzérmes (NB III - 1985-1986, 1986-1987)
- Magyar Kupa Megyei kupa-győztes (1990)
- Jubileum Kupa-győztes (Nemzetközi kupa - 1989)
- Pünkösd Kupa-győztes (Nemzetközi kupa - 1991)
- Dorogi FC Örökös Tagja cím

### Edzőként
- Bajnoki cím (NB III - 1996-1997)
- Bajnoki bronzérmes (NB II - 1998-1999)
- Kvalifikáció az NB I-be (amatőr első osztály) jutáshoz (1999-2000)